# ويليام فرانكلين كير
ويليام فرانكلين كير هو سياسي كندي، ولد في 25 أكتوبر 1876، وتوفي في 11 مارس 1968. انتخب عضو المجلس التشريعي من ساسكاتشوان.